# Vervreemdingsverbod
Het vervreemdingsverbod is in het Belgisch recht is een verbod dat de vrederechter bij echtelijke geschillen of tijdens een echtscheidingsprocedure aan de partijen kan opleggen. 
Het opleggen van een vervreemdingsverbod betekent dat de rechter hen verbiedt om de roerende goederen die van het huwelijksvermogen afhangen te verkopen, weg te geven, te verplaatsen of met enig recht te bezwaren (hypotheek of inpandgeving), tenzij de andere partij daarmee instemt. De bedoeling is te voorkomen dat de echtgenoot die bepaalde goederen (meubelen, huisraad, waardepapieren en dergelijke) in zijn bezit heeft, deze wegmaakt met de bedoeling ze zich toe te eigenen of de andere nadeel te berokkenen. Het is dus een beveiligingsmaatregel in afwachting van een verzoening of, wat meestal voorkomt, van de ontbinding van het huwelijksvermogen nadat de echtscheiding is uitgesproken.